# Funplex
Albums de The B-52's
Nude on the Moon: The B-52's Anthology
(2002) With the Wild Crowd! Live in Athens, GA
(2011)
Singles
1. Funplex
Sortie : 29 janvier 2008
2. Juliet of the Spirits
Sortie : 9 septembre 2008

Funplex est le septième album studio des B-52's, sorti le 25 mars 2008.
C'est le premier opus du groupe depuis Good Stuff, publié en 1992. Cet album est le résultat d'un désir de la formation de repartir en tournée et de proposer un son nouveau, notamment grâce aux productions de Steve Osborne.
L'album s'est classé 11e au Billboard 200 et au Top Internet Albums.

## Liste des titres
Toutes les chansons sont écrites et composées par les B-52's.
| No  | Titre                   | Durée |
| --- | ----------------------- | ----- |
| 1.  | Pump                    | 4:53  |
| 2.  | Hot Corner              | 3:24  |
| 3.  | Ultraviolet             | 4:25  |
| 4.  | Juliet of the Spirits   | 4:22  |
| 5.  | Funplex                 | 4:07  |
| 6.  | Eyes Wide Open          | 5:35  |
| 7.  | Love in the Year 3000   | 4:14  |
| 8.  | Deviant Ingredient      | 4:50  |
| 9.  | Too Much to Think About | 3:47  |
| 10. | Dancing Now             | 4:02  |
| 11. | Keep This Party Going   | 4:31  |

| 12. | Private Idaho (Live at the Roxy) | 4:00 |
| 13. | Planet Claire (Live at the Roxy) | 5:28 |

| 1. | Party Out of Bounds | 3:45 |
| 2. | Channel Z           | 5:26 |
| 3. | Roam                | 5:13 |
| 4. | Strobe Light        | 4:38 |
| 5. | Rock Lobster        | 5:33 |

## Personnel
- Fred Schneider : chant
- Kate Pierson : chant
- Keith Strickland : guitare, basse, programmation, claviers
- Cindy Wilson : chant
- Tracy Wormworth : basse
- Sterling Campbell : batterie
- Paul Gordon : claviers